# Dolomiti di Brenta

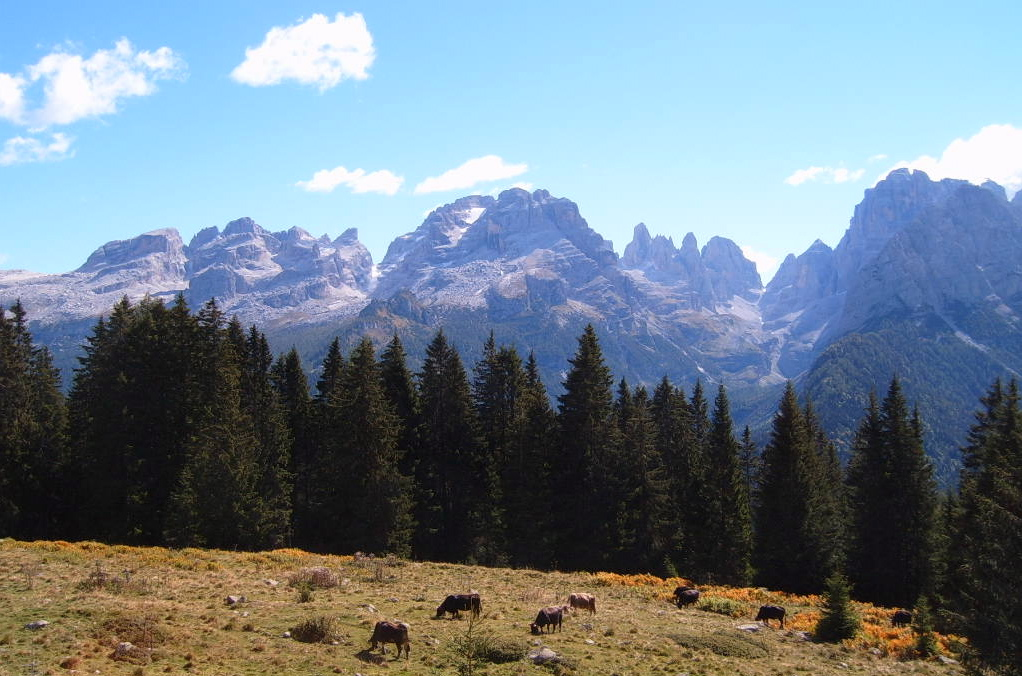
Dolomiti di Brenta

Dolomiti di Brenta lub Brenta-Gruppe (także Gruppo di Brenta, Brentner Dolomiten, Brenta) – pasmo górskie w Alpach Wschodnich, w północno-wschodnich Włoszech.

## Topografia
Administracyjnie pasmo leży na terenie prowincji Trydent, w regionie Trydent-Górna Adyga w północnych Włoszech. Głównym miastem regionu jest Trydent.
Nazwa pasma mogłaby sugerować, że pasmo to jest częścią Dolomitów, jednakże oznacza ona tylko geologicznie podobną budowę obu pasm. Geograficznie rzecz biorąc Dolomiti di Brenta są częścią Alp Retyckich. 

### AVE
Według AVE z pasmem tym (numer AVE 51) graniczą następujące grupy górskie: Alpi dell’Adamello e della Presanella (AVE 49) na zachodzie, Ortler-Alpen (AVE 48a) na północy, Alpi della Val di Non (AVE 48c) na północnym wschodzie, Dolomiti di Fiemme (AVE 53) na wschodzie oraz Prealpi Gardesane (AVE 50) na południu.

### Szczyty
Najwyższe szczyty:
- Cima Tosa (3173 m),
- Cima Brenta (3151 m),
- Crozzon di Brenta (3135 m),
- Cima d’Ambiez (3102 m),
- Cima Mandron (3040 m),
- Torre di Brenta (3014 m),
- Pietra Grande (2936 m),
- Cima Sella (2917 m),
- Cima Falkner (2988 m),
- Cima Brenta Alta (2960 m),
- Cima del Grostè (2898 m),
- Campanile Basso (2883 m).

## Schroniska
- Rifugio Peller 2022 m,
- Rifugio Graffer 2261 m,
- Rifugio Grosté 2261 m,
- Rifugio Tuckett 2268 m,
- Rifugio Brentei 2120 m,
- Rifugio Alimonta 2600 m,
- Rifugio Pedrotti 2496 m,
- Rifugio Tosa 2491 m,
- Rifugio Agostini 2410 m,
- Rifugio XII Apostoli 2489 m.